# 鄧芳暉
鄧芳暉 ，字君映，福建延平府南平縣人，明朝政治人物、賜特用進士出身。
崇禎三年由福州府學中舉人，十五年賜進士，官新繁知縣。